# Перовский, Николай Николаевич
Никола́й Никола́евич Перо́вский (22 октября (4 ноября) 1904, Санкт-Петербург, Российская империя — 12 марта 1988) — советский инженер-машиностроитель, лауреат Сталинской премии (1950).
Родился в Санкт-Петербурге в семье инженера. Внучатый племянник Софьи Перовской. Брат Сергея Николаевича Перовского [8 (21) февраля 1906 — 6 ноября 1969], инженера-радиста, лауреата Сталинской премии (1952). Двоюродный брат Ольги Васильевны Перовской [12 (25) марта 1902 — 17 сентября 1961], детской писательницы.
С 1931 года работал на Челябинском тракторном заводе, с 1933 года — зам. начальника сборочного отделения, в последующем — заместитель главного инженера.
С 1942 года — главный инженер Алтайского тракторного завода в городе Рубцовске. С 1949 года — зам. министра тракторного машиностроения СССР.
Лауреат Сталинской премии (1950) — за разработку конструкции и промышленное освоение сельскохозяйственного дизельного трактора ДТ-54.
Дочь — инженер-химик Софья Николаевна Перовская.